# Жардин, Лукресия
Мария Лукресия Жардин (порт. Maria Lucrécia Jardim; род. 28 января 1971, Каконго, Кабинда) — португальская легкоатлетка, выступавшая в беге на короткие и средние дистанции. Участница летних Олимпийских игр 1992 и 1996 годов.

## Биография
Лукресия Жардин родилась 28 января 1971 года в ангольском городе Каконго.
Выступала в легкоатлетических соревнованиях за лиссабонские «Бенфику» и «Спортинг».
В 1988 году впервые выступила на юниорском чемпионате мира в Садбери, где выбыла в полуфинале в беге на 100 и 200 метров. В 1990 году в Пловдиве завоевала на обеих дистанциях бронзовые медали, показав на 100-метровке результат 11,52 секунды, на 200-метровке — 23,26. В том же году участвовала в чемпионате Европы в помещении в Будапеште, где в беге на 200 метров выбыла в предварительном забеге (24,47).
В 1990 году участвовала в чемпионате Европы в Сплите. В беге на 200 метров выбыла в полуфинале (23,58), на 100-метровке — в предварительном забеге (11,73). В том же году участвовала в чемпионате Европы в помещении в Глазго, где в беге на 60 метров выбыла в предварительном забеге (7,48). Также выступала на Иберо-американском чемпионате, где завоевала серебро на 200-метровке (23,82) и стала 4-й на 100-метровке (11,76).
В 1992 году вошла в состав сборной Португалии на летних Олимпийских играх в Барселоне. В беге на 100 метров заняла в забеге 1/8 финала 4-е место (11,58), в четвертьфинале — 7-е (11,66), уступив 0,12 секунды попавшей в полуфинал с 4-го места Патрисии Жирар из Франции. В беге на 200 метров заняла в забеге 1/8 финала 3-е место (23,26), в четвертьфинале — 5-е (23,09), показав одинаковый результат с попавшей в полуфинал с 4-го места Сиско Ханхийоки из Финляндии. В эстафете 4х400 метров сборная Португалии, за которую также выступали Марта Морейра, Элса Амарал и Эдуарда Коэлью, заняла в полуфинале 4-е место с результатом 3 минуты 29,38 секунды, в финале — последнее, 8-е место  с рекордом страны (3.36,85), уступив 16,65 секунды завоевавшей золото Объединённой команде.
В 1993 году выступала на чемпионате мира в Штутгарте. В беге на 100 метров выбыла в предварительном забеге (11,50), в беге на 200 метров — в четвертьфинале (23,16). В том же году участвовала в чемпионате мира в помещении в Торонто, где на 200-метровке выбыла в полуфинале (23,63).
В 1994 году участвовала в чемпионате Европы в Хельсинки. В беге на 200 метров заняла 7-е место (23,28), в беге на 100 метров выбыла в четвертьфинале (11,57). В том же году выступала на чемпионате Европы в помещении в Париже, где на 200-метровке выбыла в предварительном забеге (23,71).
В 1996 году вошла в состав сборной Португалии на летних Олимпийских играх в Атланте. В беге на 100 метров заняла в забеге 1/8 финала 3-е место (11,32), в четвертьфинале — 4-е (11,37), в полуфинале — последнее, 8-е (11,32), уступив 0,25 секунды попавшей в финал с 4-го места Чандре Стурруп с Багамских Островов. В беге на 200 метров заняла в забеге 1/8 финала 3-е место (22,95), в четвертьфинале — 5-е (22,88), уступив 0,14 секунды попавшей в полуфинал с 4-го места Кэти Фримен из Австралии.
В 1997 году выступала на чемпионате мира в Афинах. Выбыла в четвертьфинале в беге на 100 метров (11,40) и 200 метров (23,16).
В 1998 году участвовала в чемпионате Европы в Будапеште. В эстафете 4х100 метров сборная Португалии, за которую она выступала, выбыла в полуфинале (44,87). Также выступала на чемпионате Европы в помещении в Валенсии, где выбыла в полуфинале, установив по ходу турнира рекорд Португалии (23,37). В том же году выиграла Иберо-американский чемпионат в беге на 200 метров (23,22).

## Личные рекорды
- Бег на 100 метров — 11,30 (2 августа 1997, Афины)[2][3]
- Бег на 200 метров — 22,88 (31 июля 1996, Атланта)[2]
- Бег на 400 метров — 52,68 (1995)[2]